# Воробьёв, Анатолий Маркович
Анатолий Маркович Воробьёв (30 ноября 1900, Митрофановка — 26 октября 1955, Киев) — советский учёный-физиолог, доктор медицинских наук (1940), профессор (1940), член-корреспондент АН УССР (1955).

## Биография
Родился 30 ноября 1900 года в селе Митрофановке (Нижнегорского района Таврической губернии). В 1926 году окончил медицинский факультет Харьковского медицинского института.
Работал: аспирант (1926—1928), ассистент (1929—1934), доцент (1934—1938) кафедры физиологии Первого харьковского медицинского института; заведующий кафедрой физиологии Харьковского стоматологического института (1938—1941), по совместительству заведующий отделом физиологии пищеварения Украинского органотерапевтического института; старший научный сотрудник Института физиологии АН Грузинской ССР (1941—1944); заведующий кафедрой физиологии Харьковского фармацевтического института (1945); заведующий кафедрой физиологии (1945—1951), декан лечебного факультета (1945—1950) Львовского медицинского института, директор Института физиологии АН УССР (1953—1955).
Умер 26 октября 1955 года. Похоронен в Киеве на Байковом кладбище.

## Научная работа
Направления научных исследований: физиология высшей нервной деятельности, в основном в области условных рефлексов; физиология пищеварения; электроэнцефалография, нейрогуморальная регуляция физиологических и патологических процессов.
Автор около 60 научных трудов. Основные работы:
- К вопросу о физиологической активности продуктов, образующихся при утоплении мышц холоднокровных (квалиф. труд). Харьков, 1929;
- Нарушение стереотипа и его влияние на величину условных рефлексов. // Тр Укр Психоневрол Инст. 1932, Т.21;
- Процессы индукции при внешнем торможении. // Тр Укр Психоневрол Инст. 1932, Т.21;
- Возрастные особенности выхода желчи в кишку. // Бюл Эксп Биол Мед. 1939, № 3-4;
- Роль симпатической нервной системы и пилорической части желудка в регуляции секреторной деятельности фундальных желез (докт. дис.). Харьков, 1940;
- Кишечная фаза желудочной секреции. // Врачебное дело. 1949, № 10.